# سیارک ۱۱۲۵۳
سیارک ۱۱۲۵۳ (به انگلیسی: 11253 Mesyats، نامگذاری:1976UP2) یازده هزار و دویست و پنجاه و سومین سیارک کشف شده‌است که در ۲۶ اکتبر ۱۹۷۶ کشف شد.
قدر مطلق سیارک برابر ۱۵٫۱۰ است.